# Championnat du Cap-Vert de football 2019
Navigation
Saison précédente Saison suivante
La saison 2019 du Championnat du Cap-Vert de football est la quarantième édition de la première division capverdienne, le Campeonato Nacional. Après une phase régionale qualificative disputée sur chacune des neuf îles habitées de l'archipel, les onze meilleures équipes et le tenant du titre disputent le championnat national, joué en deux phases :
- une phase de poules (trois poules de quatre équipes) dont les premiers et le meilleur second accèdent à la phase finale
- une phase finale à élimination directe (demi-finales et finale) en matchs aller et retour qui détermine le vainqueur du championnat

Le club de Clube Sportivo Mindelense remporte son treizième titre de champion, c'est le club le plus titré du Cap Vert.

## Les clubs participants
- Île de Boavista :
  - Onze Estrelas Boa Vista
- Île de Brava :
  - Sporting Clube da Brava
- Île de Fogo :
  - Associação Académica do Fogo
- Île de Maio :
  - Associação Académico 83 do Porto Inglês
- Île de Sal :
  - Grupo Desportivo Oásis Atlântico
- Île de Santiago :
  - Grupo Desportivo Varandinha (zone Nord)
  - Associação Académica da Praia (zone Sud) champion sortant
  - Grupo Desportivo Recreativo e Cultural Celtic (zone Sud)
  - Sporting Clube da Praia (tenant du titre)
- Île de Santo Antão :
  - União Desportiva Santo Crucifixo (zone Nord)
  - Académica do Porto Novo (zone Sud)
- Île de São Nicolau:
  - Futebol Clube de Ultramarina
- Île de São Vicente:
  - Clube Sportivo Mindelense

## Compétition

### Phase de poules
Le barème utilisé pour établir le classement est le suivant :
- Victoire : 3 points
- Match nul : 1 point
- Défaite, forfait ou abandon : 0 point

| Rang | Équipe                             | Pts | J | G | N | P | Bp | Bc | Diff |
| ---- | ---------------------------------- | --- | - | - | - | - | -- | -- | ---- |
| 1    | Clube Sportivo Mindelense          | 11  | 6 | 3 | 2 | 1 | 8  | 4  | +4   |
| 2    | Associação Académica da PraiaT     | 8   | 6 | 2 | 2 | 2 | 4  | 4  | 0    |
| 3    | Associação Académica do Porto Novo | 7   | 6 | 1 | 4 | 1 | 7  | 9  | -2   |
| 4    | Associação Académica do Fogo       | 4   | 6 | 0 | 4 | 2 | 3  | 5  | -2   |

| Rang | Équipe                                  | Pts | J | G | N | P | Bp | Bc | Diff |
| ---- | --------------------------------------- | --- | - | - | - | - | -- | -- | ---- |
| 1    | Futebol Clube de Ultramarina            | 11  | 6 | 3 | 2 | 1 | 13 | 9  | +4   |
| 2    | União Desportiva Santo Crucifixo        | 8   | 6 | 2 | 2 | 2 | 7  | 5  | +2   |
| 3    | Sporting Clube da Brava                 | 8   | 6 | 2 | 2 | 2 | 9  | 12 | -3   |
| 4    | Associação Académico 83 do Porto Inglês | 5   | 6 | 1 | 2 | 3 | 8  | 11 | -3   |

| Rang | Équipe                                        | Pts | J | G | N | P | Bp | Bc | Diff |
| ---- | --------------------------------------------- | --- | - | - | - | - | -- | -- | ---- |
| 1    | Grupo Desportivo Oásis Atlântico              | 11  | 6 | 3 | 2 | 1 | 7  | 8  | -1   |
| 2    | Onze Estrelas Boa Vista                       | 10  | 6 | 3 | 1 | 2 | 5  | 4  | +1   |
| 3    | Grupo Desportivo Recreativo e Cultural Celtic | 9   | 6 | 2 | 3 | 1 | 6  | 1  | +5   |
| 4    | Grupo Desportivo Varandinha                   | 2   | 6 | 0 | 2 | 4 | 4  | 9  | -5   |

- mise à jour : 11 mai 2019

Les trois vainqueurs de groupe et le meilleur deuxième se qualifient pour la phase finale.

### Phase finale

#### Demi-finales
| Équipe 1                     | Résultat     | Équipe 2                         | Aller | Retour |
| ---------------------------- | ------------ | -------------------------------- | ----- | ------ |
| Onze Estrelas Boa Vista      | 3-5          | Clube Sportivo Mindelense        | 2-2   | 1-3    |
| Futebol Clube de Ultramarina | 2-2 (6-7tab) | Grupo Desportivo Oásis Atlântico | 1-1   | 1-1    |

#### Finale
| 1er juin 2019 | Clube Sportivo Mindelense | 3-1 | Grupo Desportivo Oásis Atlântico | Estádio Marcelo Leitão |  |
|               |                           |     |                                  |                        |  |

Le Clube Sportivo Mindelense remporte son 13e titre de champion et se qualifie pour la Ligue des champions de la CAF 2019-2020

## Bilan de la saison
| Championnat du Cap-Vert de football 2019 |                                       |
| Champion                                 | Clube Sportivo Mindelense (13e titre) |
| Coupes et trophées                       |                                       |
| Vainqueur de la Coupe du Cap-Vert 2019   | União Desportiva Santo Crucifixo      |
| Qualifications continentales             |                                       |
| Ligue des champions de la CAF 2019-2020  | Clube Sportivo Mindelense             |
| Coupe de la confédération 2019-2020      | União Desportiva Santo Crucifixo      |
| Promotions et relégations                |                                       |
| Promus en Campeonato Naçional            | Aucun                                 |
| Relégués                                 | Aucun                                 |